# فريا مافور
فريا مافور (بالإنجليزية: Freya Mavor)‏ (مواليد 13 أغسطس 1993) هي ممثلة إسكتلندية ولدت في 13 أغسطس 1993 في غلاسكو لكنها نشأت في إدنبرة.

## وصلات خارجية
- فريا مافور على موقع IMDb (الإنجليزية)
- فريا مافور على موقع ميتاكريتيك (الإنجليزية)
- فريا مافور على موقع روتن توميتوز (الإنجليزية)
- فريا مافور على موقع ألو سيني (الفرنسية)
- فريا مافور على موقع ميوزك برينز (الإنجليزية)
- فريا مافور على موقع أول موفي (الإنجليزية)
- فريا مافور على موقع ديسكوغز (الإنجليزية)
- فريا مافور على موقع قاعدة بيانات الفيلم (الإنجليزية)
- فريا مافور على موقع كينوبويسك (الروسية)